# Бурштейн, Гершон-Меир
Гершо́н-Меир Бурште́йн (англ. Gershon Burstein) — главный раввин Республики Армения.

## Биография
В 1991 году был в числе инициативной группы, организовавшей еврейскую религиозную общину Армении.
В 1995 году вернулся в Армению в качестве главного раввина Армении, посланника Любавичского Ребе и представителя международного благотворительного фонда «Ор Авнер». При спонсорской поддержке приобрёл здание под Еврейский религиозный общинный центр Армении «Мордехай Нави», названный в память о разрушенной ереванской синагоге.
В 2012 году призвал Израиль признать Геноцид армян.